# Orinomana florezi
Espèce
Orinomana florezi est une espèce d'araignées aranéomorphes de la famille des Uloboridae.

## Distribution
Cette espèce est endémique du département de Valle del Cauca en Colombie,. Elle se rencontre vers 3 500 m d'altitude dans le parc national naturel de Las Hermosas.

## Description
La femelle holotype mesure 3,84 mm.

## Étymologie
Cette espèce est nommée en l'honneur de Eduardo Flórez Daza.

## Publication originale
- Grismado & Rubio, 2015 : Three new species and the first known males of the Andean spider genus Orinomana Strand (Araneae, Uloboridae). Zootaxa, no 4052(2), p. 201-214.